# Lophocampa seruba
Lophocampa seruba là một loài bướm đêm thuộc phân họ Arctiinae, họ Erebidae.